# アニメスタイル
アニメスタイルは、スタジオ雄の編集・著作による日本のアニメ雑誌である。2000年に紙媒体で創刊されるが同年に休刊し、2011年と2012年に復刊。2000年よりインターネット上のウェブマガジンとしても刊行されている。編集長はアニメライターの小黒祐一郎。

## 概要
アニメの作り手にスポットを当てた雑誌であり、ロングインタビューや原画・設定資料の収録など、ムック形式に詰め込んだ内容の濃さが特徴である。「アニメーションノート」など同類他誌の休刊が続いているが、2度の休刊を経ながらも刊行を続けている。マスコットキャラクターなどのイラストはアニメーターの今石洋之が手がけている。
ウェブサイトは平日更新の日刊ペースで記事を追加するウェブマガジン形式となっており、編集長の小黒祐一郎をはじめとして脚本家・演出家・アニメーターなどのアニメ業界人のコラムや回顧録を中心に構成されている。他には「アニメの作画を語ろう」と題してアニメーターを始めとするクリエイターに取材した企画や、リスト制作委員会による「ＴＶアニメ50年史のための情報整理」といった企画も掲載されている。
また、雑誌スタイル社から原画集などを刊行するほか、東京都の新宿ロフトプラスワンや阿佐ヶ谷ロフトAでトークライブ、新文芸坐でオールナイト上映会を定期的に開催し、その模様をニコニコチャンネルで配信したりするなど、幅広い活動を行っている。

## 沿革
2000年に美術出版社より、『美術手帖』誌の増刊扱いで雑誌『アニメスタイル』として創刊されたが、紙媒体では2号で刊行が中断。2000年12月6日よりインターネット上で始まった『WEBアニメスタイル』に引き継がれた。2005年5月までは日本テレビドメインのスタジオジブリ公式サイトに間借りしていたが、2005年6月より独自ドメインで運営を始めた。2012年7月18日に再びドメインを変更して、サイトのリニューアルを行った。
2011年5月から『月刊アニメスタイル』の誌名で紙媒体で株式会社スタイルを発行元に復刊した。第2号は8月に発売し、以後は月刊ペースで2012年2月の第6号までが発売された。6号での休刊は復刊当初からの予定であった。一般書店では取り扱いされず、主にオンライン書店やアニメショップを通じて発売された。各号には特集したアニメのねんどろいど ぷちのミニフィギュアが付録として付けられた。
2012年には再度リニューアルを行い、7月に第1号『アニメスタイル001』が発売され、以後は002…という順に不定期刊行されている。引き続きスタイル社発行だが、メディア・パルが発売元となり、一般書店での流通も行われる。2015年7月には季刊化を目指すためクラウドファンディングによる資金調達を呼びかけた。

## 関連書籍
- 雪室俊一　『テクマクマヤコン ぼくのアニメ青春録』　バジリコ、2005年
  - 2001年から2003年にかけて連載されたコラム「アニメやぶにらみ」を単行本化した書籍。